# 石巍
石巍（1446年—？），字民望，山東兖州府曹州曹縣人，民籍，明朝政治人物。

## 生平
成化七年（1471年）辛卯科山東鄉試第一名舉人。成化十七年（1481年），登第二甲第三十三名進士。授兵部武选司主事，二十二年二月因兵部吏员交通建州卫夷人，盗售舊敕書，自侍郎阮勤、王瓒以下兵部官员皆被下狱，石巍贬湖广永州府通判，升宁国府同知。

## 家族
曾祖石林；祖父石通；父石全，母靳氏；繼母白氏。具庆下。弟石嶷。